# Cecyniówka
Cecyniówka (ukr. Цеценівка) – wieś na Ukrainie w rejonie krzemienieckim należącym do obwodu tarnopolskiego.

## Historia
Książę Hrehory Fedorowicz Podhorski, który do Rzeczypospolitej przyjechał z Moskwy, otrzymał w 1563 r. (wspólnie z Afanasim Wasilewiczem Ihnatiewem) wieś Cecyniowcy na wyżywienie (chlebokarmienie).
Aleksander Kryczyński herbu Radwan z odmianą (zm. 1673) – rotmistrz polski, następnie turecki bej barski – w 1665 otrzymał za wstawieniem sejmiku ziemi halickiej wieczystą dzierżawę wsi Ceceniowce.